# Адам Квапінський
Адам Квапінський (пол. Adam Kwapiński) — польський дизайнер настільних ігор, автор таких ігор, як Немезида і Frostpunk, а також книги «Голова повна ігор».

## Кар'єра
Інтерес до настільних ігор Адам Квапінський виявляв ще під час навчання в докторантурі в Інституті історії Університету Марії Кюрі-Склодовської. Він вважав, що академічний підхід до навчання не є ефективним для більшості людей, і вбачав потенціал в освітніх іграх:
Наша мета — створювати якісні ігри. Щось для людей, які хочуть весело проводити час за настільними іграми. Історичний контекст, хоча й надзвичайно важливий, стоїть на другому плані. Лише коли ми запропонуємо продукт, який є хорошою грою, ми зможемо сподіватися, що він через розвагу також формуватиме історичну свідомість серед гравців.
У 2010 році разом із Якубом Василевським Адам Квапінський заснував видавництво Fabryka Gier Historycznych (Фабрика історичних ігор). Назва ініціативи походить від майстер-класів із дизайну ігор, які Квапінський проводив в університеті. Це було поєднання двох його пристрастей — історії та ігор.
Дебютною грою видавництва стала W Zakładzie. Lubelski Lipiec '80 («На заводі. Люблінський липень '80»). Дія гри розгортається в автомобільному заводі під час страйків у Любліні 1980 року. Гра поєднувала механіки розміщення робітників і асиметричний ігровий процес.
Окрім видавничої діяльності, Fabryka Gier Historycznych співзаснувала Люблінський центр історичних ігор. Адам Квапінський разом з іншими членами команди організовував серії заходів для дітей і дорослих, присвячених настільним іграм.

## Створені ігри
- Ковчег тварин (2014)
- Герої (2015)
- Пантеон польських королів: Святі та грішники (2016)
- InBetween (2017)
- Немезида (2018)
- Лорди Еллади (2018)
- Dicetris (2021)
- Origins: Перші будівельники (2021)
- Frostpunk (2022)
- Knockdown (2022)
- Лорди Рагнарока (2023)

## Співавторство в іграх
- На заводі: Люблінський липень '80 (2012)
- Сигізмунд Август: Божою милістю король Польщі (2012)
- Теомахія (2012)
- Виключені герої (2013)
- Перший у бою (2014)
- Літератори Люблінщини (2017)
- Місто твердості (2020)
- Темні віки (2021)
- Теракотова армія (2022)